# Garypinus nobilis
Garypinus nobilis är en spindeldjursart som beskrevs av With 1906. Garypinus nobilis ingår i släktet Garypinus och familjen Garypinidae. Inga underarter finns listade i Catalogue of Life.